# Algebră liniară
Algebra liniară este ramura matematicii care studiază vectorii, spațiile vectoriale (numite și spații liniare), transformările liniare și sistemele de ecuații liniare. Spațiile vectoriale sunt o temă centrală în matematica modernă; astfel, algebra liniară este utilizată pe scară largă atât în algebra abstractă cât și în analiza funcțională. Algebra liniară are de asemenea o reprezentare concretă în geometria analitică. Are aplicații numeroase în științele naturale și științele sociale, întrucât sistemele și fenomenele neliniare pot fi adesea aproximate printr-un model matematic cu ecuații liniare.

## Istoric
Istoria algebrei liniare moderne începe în anii 1843 și 1844. În 1843, William Rowan Hamilton (care a introdus termenul de vector) a descoperit cuaternionii. În 1844, Hermann Grassmann și-a publicat cartea Die lineare Ausdehnungslehre. Ceva mai târziu, în 1857, Arthur Cayley a introdus noțiunea de matrice, de o importanță fundamentală in algebra liniară.

## Introducere
Algebra liniară își are începuturile în studiul vectorilor în spațiul bidimensional și tridimensional cartezian. În acestea un vector este un segment de dreaptă direcționat, caracterizat atât prin lungime, sau mărime, și direcție. Vectorii pot fi folosiți pentru reprezentarea anumitor mărimi fizice, cum ar fi forțele, și pot fi adunați și înmulțiți cu scalari, ceea ce este un prim exemplu de spațiu vectorial real.
Algebra liniară modernă s-a extins, luând în considerare spații de dimensiune arbitrară sau infinită. Cele mai multe rezultate utile din spațiile bi- și tridimensionale pot fi generalizate și pentru aceste spații n-dimensionale. Deși mulți nu pot vizualiza ușor vectori în n dimensiuni, acești vectori, sau n-tupluri sunt utili în reprezentarea datelor. Întrucât n-tuplurile sunt liste ordonate de n componente, datele pot fi rezumate și manipulate mai eficient cu această tehnică.
De exemplu, în economie, pot fi creați și folosiți vectori 8-dimensionali, sau 8-tupluri, reprezentând produsul intern brut al 8 țări. Putem decide să notăm PIB-ul al 8 țări într-un anumit an — fiind specificată dinainte ordinea țărilor, de exemplu, Statele Unite, Marea Britanie, Franța, Germania, Spania, India, Japonia, Australia — printr-un vector (v1, v2, v3, v4, v5, v6, v7, v8), cu PIB-ul fiecărei țări pe poziția respectivă.
Un spațiu vectorial (sau spațiu liniar), este definit peste un corp, cum ar fi corpul numerelor reale sau corpul numerelor complexe.
Operatorii liniari transformă elemente dintr-un spațiu liniar în altul (sau în el însuși), de o manieră compatibilă cu operațiile de adunare și de înmulțire cu scalari definită pe respectivele spații. Mulțimea tuturor acestor transformări este ea însăși un spațiu vectorial. Dacă spațiul vectorial are fixată o bază, fiecare transformare liniară poate fi reprezentată printr-o tabelă de numere denumită matrice. Studiul detaliat al proprietăților matricelor și al algoritmilor ce lucrează pe matrice, cum ar fi determinanții sau vectorii proprii, se consideră a fi parte a algebrei liniare.
Se poate spune, pe scurt, că pentru problemele matematice liniare - cele care manifestă liniaritate - probabilitatea de găsire a unei soluții este cea mai mare. De exemplu, calculul diferențial este de mare ajutor în cazul funcțiilor dacă acestea sunt aproximate liniar. În practică, diferența între problemele liniare și neliniare este foarte importantă.
Metoda generală de a găsi un mod de abordare liniar pentru o problemă, de a exprima această abordare în termenii algebrei liniare, și apoi de a o rezolva dacă e nevoie prin calcul matricial, este una dintre metodele cele mai generale din matematică.

## Câteva teoreme
- Orice spațiu liniar are o bază.
- O matrice nenulă A cu n rânduri și n coloane este nesingulară dacă există o matrice B care satisface AB = BA = I  unde I este matricea identitate.
- O matrice este nesingulară dacă și numai dacă determinantul său este diferit de zero.
- O matrice este nesingulară dacă și numai dacă transformarea liniară pe care o reprezintă este un izomorfism.
- O matrice este pozitiv semidefinită dacă și numai dacă are toate valorile proprii mai mari sau egale cu zero.
- O matrice este pozitiv definită dacă și numai dacă are toate valorile proprii mai mari ca zero.

## Afirmații echivalente pentru matrice pătratice
Una din teoremele algebrei liniare afirmă că pentru orice matrice pătratică A de dimensiuni n x n, următoarele afirmații sunt echivalente (fie toate adevărate, fie toate false):
1. A este inversabilă.
2. det(A) ≠ 0.
3. rang(A)=n.
4. defect(A)=0.
5. A nu are 0 printre valorile proprii.
6. Oricare ar fi b {\displaystyle \in } Rn, Ax=b are o singură soluție în x.
7. Ax=0 are doar soluția banală.
8. ATA este inversabilă.
9. A se reduce pe linii la matricea identitate.
10. Liniile și coloanele matricei A acoperă Rn.
11. Nucleul lui A conține doar vectorul zero.
12. Imaginea lui A este Rn.
13. Liniile lui A sunt liniar independente.
14. Coloanele lui A sunt liniar independente.